# Western Dream
Albums de Bob Sinclar
Enjoy
(2004) Soundz Of Freedom
(2007)
Western Dream est le quatrième album de Bob Sinclar, édité en 2006.

## Charts
- # 01 : Suisse
- # 10 : Belgique
- # 11 : France
- # 37 : Suède
- # 47 : Pays-Bas
- # 80 : Australie

## Liste des titres
| 1.  | Love Generation (feat. Gary Pine)                          | 8:52 |
| 2.  | Tennessee (feat. Farrell Lennon)                           | 5:05 |
| 3.  | Everybody Movin' (feat. Ron Carroll & Mz Toni)             | 4:38 |
| 4.  | World, Hold On (Children of the Sky) (feat. Steve Edwards) | 6:41 |
| 5.  | Miss Me                                                    | 4:36 |
| 6.  | For You                                                    | 5:22 |
| 7.  | Sing My Song                                               | 5:16 |
| 8.  | In the Name of Love                                        | 6:00 |
| 9.  | Amora, Amor                                                | 5:17 |
| 10. | Shining from Heaven                                        | 6:21 |
| 11. | Give a Lil' Love (feat. Gary Pine)                         | 4:42 |
| 12. | Love Generation (feat. Gary Pine) (Ron Carroll remix)      | 7:45 |

| 1.  | Rock This Party (Everybody Dance Now) (avec Cutee B feat. Dollarman & Big Ali & Makedah) | 4:05 |
| 2.  | Love Generation (feat. Gary Pine)                                                        | 8:52 |
| 3.  | Tennessee (feat. Farrell Lennon)                                                         | 5:05 |
| 4.  | Everybody Movin' (feat. Ron Carroll & Mz Toni)                                           | 4:38 |
| 5.  | World, Hold On (Children of the Sky) (feat. Steve Edwards)                               | 6:38 |
| 6.  | Miss Me                                                                                  | 4:35 |
| 7.  | For You                                                                                  | 5:20 |
| 8.  | Sing My Song                                                                             | 5:15 |
| 9.  | In the Name of Love                                                                      | 6:00 |
| 10. | Amora, Amor                                                                              | 5:17 |
| 11. | Shining from Heaven                                                                      | 6:18 |
| 12. | Give a Lil' Love (feat. Gary Pine)                                                       | 4:35 |
| 13. | World, Hold On (feat. Steve Edwards) (Axwell remix)                                      | 7:27 |

| 1.  | Love Generation (feat. Gary Pine)                                                        |  |
| 2.  | World, Hold On (Children of the Sky)                                                     |  |
| 3.  | Tennessee (feat. Farrell Lennon)                                                         |  |
| 4.  | In The Name Of Love                                                                      |  |
| 5.  | Miss Me                                                                                  |  |
| 6.  | Sing My Song                                                                             |  |
| 7.  | Rock This Party (Everybody Dance Now) (avec Cutee B feat. Dollarman & Big Ali & Makedah) |  |
| 8.  | For You                                                                                  |  |
| 9.  | Everybody Movin' (feat. Ron Carroll & Mz Toni)                                           |  |
| 10. | Amora Amor                                                                               |  |
| 11. | Shining From Heaven                                                                      |  |
| 12. | Give A Lil' Love (feat. Gary Pine)                                                       |  |
| 13. | Love Generation (feat. Gary Pine) (Ron Carroll remix)                                    |  |
| 14. | World, Hold On (Children Of The Sky) (feat. Steve Edwards) (Video remix)                 |  |